# Messincourt
Messincourt – miejscowość i gmina we Francji, w regionie Grand Est, w departamencie Ardeny.
Według danych na rok 1990 gminę zamieszkiwało 555 osób, a gęstość zaludnienia wynosiła 68 osób/km².